# ATC code N07
ATC code N07 سایر داروهای دستگاه اعصاب زیرگروهی درمانی از سیستم طبقه‌بندی شیمیایی درمانی آناتومیک است. این سیستمِ متشکل از کدهای حرفی‌عددی را سازمان جهانی بهداشت برای طبقه‌بندی داروها و سایر تولیدات پزشکی ایجاد کرده است. زیرگروه N07 جزوی از گروه آناتومیک N دستگاه اعصاب است.

کدهای مورد استفاده در دامپزشکی (کدهای ATCvet) را می‌توان با گذاشتن حرف Q جلو کدهای انسانی ATC ایجاد کرد: مثلاً QN07. 
ممکن است نسخه‌های ملی از طبقه‌بندی ATC حاوی کدهای اضافه‌ای باشند که در این فهرست (نسخهٔ سازمان جهانی بهداشت) نیامده باشند.

## N07AParasympathomimetics

### N07AA Anticholinesterases
N07AA01 نئوستیگمین
N07AA02 پیریدوستیگمین
N07AA03 Distigmine
N07AA30 آمبنونیوم
N07AA51 Neostigmine, combinations

### N07AB Choline esters
N07AB01 کارباکول
N07AB02 بتانیکول کلراید

### N07AX Other parasympathomimetics
N07AX01 پیلوکارپین
N07AX02  Choline alfoscerate
N07AX03 سویملین

## N07B Drugs used in addictive disorders

### N07BA Drugs used inنیکوتینdependence
N07BA01 نیکوتین
N07BA03 وارنیکلین

### N07BB Drugs used inalcohol dependence
N07BB01 دی‌سولفیرام
N07BB02 Calcium carbimide
N07BB03 آکامپروسات
N07BB04 نالتروکسان
N07BB05 نالمفن

### N07BC Drugs used in opioid dependence
N07BC01 بوپرنورفین
N07BC02 متادون
N07BC03 Levacetylmethadol
N07BC04 لوفکسیدین
N07BC05 Levomethadone
N07BC06 هروئین
N07BC51 Buprenorphine, combinations

## N07C Antivertigopreparations

### N07CA Antivertigo preparations
N07CA01 بتاهیستین
N07CA02 سیناریزین
N07CA03 Flunarizine
N07CA04 Acetylleucine
N07CA52 Cinnarizine, combinations

## N07X سایر داروهای دستگاه اعصاب

### N07XX سایر داروهای دستگاه اعصاب
N07XX01 Tirilazad
N07XX02 ریلوزول
N07XX03 Xaliproden
N07XX04 Sodium oxybate
N07XX05 ۳و۴-دی آمینو پیریدین
N07XX06 تترابنازین
N07XX07 ۴-آمینوپیریدین
N07XX08 تافامیدیس
N07XX09 دی‌متیل فومارات
N07XX10 ایزتیونیک اسید
N07XX11 Pitolisant
N07XX59 دکسترومتورفان, combinations